# Lotte Jacobi
Pour les articles homonymes, voir Jacobi.
Lotte Jacobi, de son vrai nom Johanna Alexandra Jacobi, née le 17 août 1896 à Toruń en Prusse (attachée à la Pologne en 1918) et morte le 6 mai 1990 aux États-Unis, est une photographe américaine d'origine allemande.
Lotte Jacobi vit à Berlin, New York (1935-1955) puis dans le New Hampshire (1955-1990). Elle est notablement reconnue pour ses portraits de personnalités.

## Biographie
Née en 1896, elle est issue d'une famille exerçant son activité dans la photographie depuis plusieurs générations antérieures. Le surnom « Lotte », qui lui est donné par son père, est le seul qu'elle a utilisé professionnellement. En 1916, elle épouse Fritz Honig, et un an plus tard, donne naissance à un fils, Jean. En 1924, ils divorcent. Elle envoie son fils à l'école en Bavière et étudie elle-même dans cette ville à la Staatliche Höhere Fachschule für Phototechnik, une école de photographie créée dans cette ville depuis 1900.
En 1927, Jacobi rejoint l'entreprise familiale de photographie à Berlin et débute à cette époque son œuvre de photographe,. Elle s'intéresse aussi au cinéma et réalise quelques films. Ses photos sont prisés des personnalités : elle réussit en effet à obtenir une expression naturelle ou un regard différent sur eux. Son cliché de Lotte Lenya, par exemple, en 1928, avec une coupe de garçonne, une cigarette à la main, et un regard mis en valeur, est un chef-d'œuvre. Elle fait ainsi le portait de W. H. Auden, Martin Buber, Käthe Kollwitz, Klaus et Erika Mann, Karl Valentin, Liesl Karlstadt, etc.
Fin 1932, elle voyage en Union soviétique, en particulier en Tadjikistan et Ouzbékistan où elle prend de nombreuses photos. Elle rentre à Berlin en février 1933, un mois après l'arrivée au pouvoir d'Hitler. Constatant les persécutions croissantes contre les Juifs et victime d'une interdiction d'exercer comme juive, elle quitte l'Allemagne avec son fils et arrive en septembre 1935 à New York, où elle ouvre un studio photo. Lotte Jacobi acquiert notamment une réputation par ses portraits photographiques, qui forment une sorte de chronique de l'époque de ce Berlin antérieur au nazisme.
En 1940, Jacobi épouse Erich Reiss, un éditeur et écrivain allemand. Il meurt en 1951. Pendant ce temps, elle continue la photographie de portrait dans son studio. Dans les années 1940, elle invente et expérimente également  un type de photographie dite photogénique, des photographies sans utiliser d'appareils photos, en recourant à des morceaux de verre ou de cellophane torsadé pour interrompre les faisceaux d'une source lumineuse, placée au-dessus d'une feuille de papier photographique. Ceci s'apparente  en partie à la réalisation de photogrammes, et lui permet d'obtenir des images très abstraites,,. En 1955, elle quitte New York et déménage à Deering, dans le New Hampshire, où elle ouvre un nouveau studio.
Jacobi continue à photographier jusqu'au début des années 1980. Elle reçoit en 1983 le prix Erich-Salomon. Elle meurt en 1990.